# Сетунь (нижня притока Москви)
Се́тунь (рос. Сетунь, дореф. Сѣтунь) — річка на заході Москви (до 2012 р. і в Московській області), права притока річки Москви. Загальна довжина 38 км. Площа басейну — 190 км². Витрата води 1,33 м³/с. Відрізнювальною особливістю від багатьох інших московських річок є протікання переважно у відкритому руслі і в збереженій долині.
Територія, що прилягає до обох берегів річки в межах Москви (від МКАД до гирла), включена в створений у 2003 році природний заказник «Долина річки Сетунь» — найбільший природний заказник, розташований у межах Москви. Його площа становить 693,2 гектара.

## Назва
На думку В. М. Топорова (1972), назва балтійського походження, може бути пов'язана з географічним терміном sietuvà («глибоке чи широке місце річки», «середина річки», пор. латис. siets). Існують паралелі в прусській, латиській і литовській гідронімії, а також співзвучна назва Сатунь у басейні Сожі у Верхньому Подніпров'ї.
Г. П. Смолицька (1997) звертає увагу на те, що в гідронімії Пооччя багато назв з основою «сет-» (Сетка, Сетниця, Сетуха, Сетушка та ін), але елемент «-унь» в назві не є характерним суфіксом в гідронімії басейну Москви-ріки і всієї Оки.
Московський дослідник XIX століття С. М. Любецький, маючи на увазі численні поховання в басейні річки (від курганів в'ятичів XII—XIII ст. до кладовищ сіл XIV—XVII ст.), припускав, що назва «Сетунь» (рос. дореф. Сѣтунь) може походити від російського дієслова сетовать (рос. дореф. сѣтовать), тобто «нарікати, жалітися»:
|  | Въ верстѣ отъ Москвы, за этой же заставой [ Дорогомиловской ], на покатистомъ холмѣ, въ виду Воробьевых горъ, против монастыря [ Новодевичьего ], скромно пробирается рѣчка Сѣтунь; выходя изъ Троицкой деревни, она сливается с Москвой-рѣкой, недалеко от кургана (заключающаго в себѣ могилы падшихъ воиновъ), памятника многихъ битвъ московитянъ съ врагами. На эту рѣчку (по преданію,) приходили осиротѣвшіе сѣтовать о потерѣ своихъ родичей |

.

## Опис
Після свого витоку в Новомосковському окрузі річка протікає через московські райони Солнцево і Ново-Передєлкіно, повз селищ Передєлкіно, Німчиново (заходячи в Московську область), Сколково і Заріччя, перетинає МКАД в районі Сколковського шосе (тобто знову тече по території Москви), далі перетинає Дорогобузьку вулицю, Горобинову вулицю, Аміньєвське шосе, Ніжинську, Староволинську і Мінську вулиці. Впадає в річку Москва нижче Бережковського моста.

## Притоки
- Альошинка (лв)
- Самаринка (лв)
- Раменка (пр)
- Сетунька (пр)
- Троєкуровський струмок (пр)
- Рум'янцевський струмок (пр)
- Натошенка (Навершка) (пр)
- Кип'ятка (пр)
- Трикотажний струмок (лв)
- Давидковський струмок (лв)
- Струмок Жуковський яр (лв)

## Історія й археологія
У сетуньському басейні відомі такі кургани в'ятичів: Матвєєвські (на лівому березі річки Раменки), Раменські (на її правому березі), Очаковські (у верхів'ях Навершки), Коньковські (у верхній течії Очаковки) і Тропаревські (у її середній течії).
На берегах Сетуні колись розташовувалося багато сіл: Троєкурово, Сетуні (Велика і Мала), Спаське-Манухіно, Аміньєво, Волинське, Давидково, Кам'яна Плотина, Троїцьке-Голенищево, а також слобода Потилиха і садиба Жуковка; а саму місцевість в районі села Спаське-Манухіно називали, як і річку, Сетунь. Сетунь дала назву чотирьом Сетуньським проїздам в районі Раменки, а також залізничній платформі Сетунь.
На лівому березі (на перетину Давидковської і Ніжинської вулиць) археологами виявлений могильник Бронзової доби, віднесений до Фатьяновської культури.